# Kasteel van Montréale
Het Kasteel van Montréale (Frans: Château de Montréale) is een kasteel in de Franse gemeente Peyrehorade. Het kasteel is een beschermd historisch monument sinds 1947.